# Кузя (Республіка Алтай)
Кузя (рос. Кузя) — село Чойського району, Республіка Алтай Росії. Входить до складу Каракокшинського сільського поселення.
Населення — 36 осіб (2015 рік).